# Decadimento libero dell'induzione

Segnale di risonanza magnetica di decadimento libero dell'induzione

Nella risonanza magnetica nucleare, il decadimento libero dell'induzione (FID, Free induction decay) consiste nel segnale NMR oscillante generato dalla precessione intorno al campo magnetico (convenzionalmente lungo l'asse z) dovuta allo spin nucleare. Questo segnale viene ottenuto applicando un impulso di radiofrequenza risonante con la frequenza di Larmor degli spin nucleari. 
Se il vettore magnetizzazione in condizione di non equilibrio ha componente non nulla lungo il piano xy, allora il segnale prodotto tenderà a diminuire esponenzialmente nel tempo fino a smorzarsi definitivamente. Questo segnale nel dominio del tempo viene tipicamente digitalizzato e quindi si applica la trasformata di Fourier per ottenere lo spettro NMR.
La durata del segnale dipende dal tempo di rilassamento trasversale (T2*), ma l'interferenza reciproca delle differenti frequenze NMR presenti è una causa di smorzamento più rapido. Quando la risoluzione delle frequenze NMR è buona, come tipicamente avviene nella risonanza magnetica nucleare di campioni in soluzione, il decadimento libero dell'induzione è limitato dal rilassamento e il segnale è approssimativamente esponenziale (con una costante di tempo rappresentata da T2*). La componente lungo l'asse y della magnetizzazione in funzione del tempo è espressa dalla relazione
{\displaystyle M_{y}(t)=M_{0}cos(2\pi \nu _{L}t)e^{-t/T_{2}^{*}}}
dove M0 è la componente della magnetizzazione presente al momento dell'impulso di radiofrequenza, νL è la frequenza di Larmor e t il tempo trascorso.
La durata del FID è dell'ordine dei secondi per nuclei quali 1H. Se il decadimento libero dell'induzione non è limitato dal rilassamento (come avviene comunemente con campioni allo stato solido), allora il segnale NMR decadrà generalmente molto più velocemente e per lo stesso 1H la durata è dell'ordine dei microsecondi.
In particolare se sono presenti un numero limitato di componenti della frequenza, il FID può essere analizzato direttamente per determinazioni quantitative quali il contenuto in idrogeno del combustibile per aviazione e l'analisi degli alimenti (NMR nel dominio del tempo).